# Смородиновка (Смоленская область)
Смородиновка — деревня в Дорогобужском районе Смоленской области России. Входит в состав Балакиревского сельского поселения.
Население — 0 жителей (2007 год).
Расположена в центральной части области в 23 км к юго-востоку от Дорогобужа, в 6 км южнее автодороги Р134 «Старая Смоленская дорога», на берегу реки Сташовка. В 26 км севернее от деревни находится железнодорожная станция Свищёво на линии Москва-Минск.

## История
В годы Великой Отечественной войны деревня была оккупирована гитлеровскими войсками в октябре 1941 года, освобождена в сентябре 1943 года.